# Seznam španskih sociologov
Seznam španskih sociologov.

## C
- Manuel Castells

## L
- Marta Lois González (1969) (politologinja)

## M
- Juan Carlos Monedero (1963) (politolog)

## P
- Alfonso Pérez Agote

## S
- Joan Subirats Humet (1951) (politolog)
- Marina Subirats Martori (1943)

## V
- Josep Maria Vallès i Casadevall (politolog...)